# آسیب‌شناسی بیماری‌های زنان
آسیب‌شناسی بیماری‌های زنان (انگلیسی: Gynecologic pathology) یک رشته فوق‌تخصصی آسیب‌شناسی پزشکی است که به مطالعه و تشخیص بیماری‌های مربوط به دستگاه تناسلی زنان می‌پردازد. به پزشک متخصص این رشته پاتولوژیست (آسیب‌شناس) زنان می‌گویند. این واژه از واژه یونانی gyno-(gynaikos) به معنای «زن» و پسوند -ology به معنای «بررسی» گرفته شده‌است.
پاتولوژیست‌های زنان در تشخیص بافتی بیماری‌های دستگاه تناسلی زنان تخصص دارند. این موارد شامل سرطان فرج، سرطان واژن، سرطان دهانه رحم، سرطان مخاط رحم، سرطان لوله‌های تخمدان، سرطان رحم و سرطان تخمدان و همچنین بیماری‌های غیر سرطانی این اعضای بدن می‌شود.
در ایالات متحده آمریکا، آموزش آسیب‌شناسی بیماری‌های زنان معمولاً شامل اخذ دکترای پزشکی و به دنبال آن اخذ مدرک تخصص در حوزهٔ آسیب‌شناسی تشریحی یا آسیب‌شناسی ترکیبی تشریحی و بالینی است که توسط هیئت آسیب‌شناسی آمریکا تأیید شده‌است. آموزش فلوشیپ در آسیب‌شناسی جراحی یا آسیب‌شناسی بیماری‌های زنان، صلاحیت و تخصصی اضافی برای پاتولوژیست‌های زنان است.